# Saint-Chabrais
Saint-Chabrais település Franciaországban, Creuse megyében. Lakosainak száma 317 fő (2022. január 1.). Saint-Chabrais Chénérailles, Gouzon, Issoudun-Létrieix, Peyrat-la-Nonière, Pierrefitte, Saint-Dizier-la-Tour és Saint-Julien-le-Châtel községekkel határos.

## Népesség
A település népessége az elmúlt években az alábbi módon változott:
| Lakosok száma | 537  | 399  | 379  | 330  | 333  | 309  | 294  | 284  | 295  | 317  |
|               | 1968 | 1982 | 1990 | 2006 | 2013 | 2015 | 2017 | 2019 | 2020 | 2022 |